# توني تشنغ
توني تشنغ (بالصينية: 程小東) (و. 1953  م) هو مخرج أفلام صيني، ولد في هونغ كونغ.

## وصلات خارجية
- توني تشنغ على موقع IMDb (الإنجليزية)
- توني تشنغ على موقع ألو سيني (الفرنسية)
- توني تشنغ على موقع أول موفي (الإنجليزية)
- توني تشنغ على موقع ديسكوغز (الإنجليزية)
- توني تشنغ على موقع قاعدة بيانات الفيلم (الإنجليزية)
- توني تشنغ على موقع كينوبويسك (الروسية)